# Max Thomas
Max Thomas, född 4 augusti 1891 i Düsseldorf, död 6 december 1945 i Würzburg, var en tysk medicine doktor och SS-Gruppenführer och generallöjtnant i polisen. Han var från oktober 1941 till augusti 1943 befälhavare för Einsatzgruppe C, den särskilda paramilitära insatsstyrka som opererade i det av Tyskland ockuperade Ukraina. 

## Biografi
Thomas studerade rättsvetenskap och medicin och promoverades i det senare år 1922. Kort efter Adolf Hitlers maktövertagande inträdde han i Nationalsocialistiska tyska arbetarepartiet (NSDAP) och Schutzstaffel (SS).
Den 22 juni 1941 inleddes Operation Barbarossa, Tysklands anfall på den forna bundsförvanten Sovjetunionen. I kölvattnet på de framryckande tyska arméerna följde fyra särskilda insatsgrupper, Einsatzgruppen, vars uppgift var att eliminera för Tysklands intressen misshagliga personer, det vill säga judar, zigenare, partisaner och bolsjevikiska partikommissarier. I oktober 1941 avlöste Thomas Otto Rasch som befälhavare för Einsatzgruppe C, knuten till Armégrupp Süd i norra och centrala Ukraina. Thomas var bland annat ansvarig för likviderandet av de ukrainska gettona; i samband med detta mördades omkring 300 000 ukrainska judar.
I andra världskrigets slutskede gick Thomas under jorden, antog namnet "Karl Brandenburg" och tjänstgjorde som läkare i Kleinostheim i närheten av Aschaffenburg. Han begick självmord i början av december 1945.

## Populärkultur
Max Thomas förekommer i Jonathan Littells roman De välvilliga.